# Curt Clausen
Curt Raymond Clausen (Stevens Point, 9 ottobre 1967) è un ex marciatore statunitense.

## Palmarès

### Mondiali
- 1 medaglia:
  - 1 bronzo (Siviglia 1999 nella marcia 50 km)